# Elecciones regionales de San Martín de 2006
Las elecciones regionales de San Martín de 2006 se llevaron a cabo el 19 de noviembre de 2006 para elegir al presidente regional, al vicepresidente regional y al Consejo Regional para el periodo 2007-2011. La elección se celebró simultáneamente con elecciones regionales y municipales (provinciales y distritales) en todo el Perú.

## Sistema electoral
El Gobierno Regional de San Martín es el órgano administrativo y de gobierno del departamento de San Martín. Está compuesto por el presidente regional, el vicepresidente regional y el Consejo Regional.
La votación del presidente, vicepresidente y consejo regional se realiza en base al sufragio universal, que comprende a todos los ciudadanos nacionales mayores de dieciocho años, empadronados y residentes en el departamento de San Martín y en pleno goce de sus derechos políticos.
El Consejo Regional de San Martín está compuesto por 10 consejeros elegidos por sufragio directo para un período de cuatro (4) años, en forma conjunta con la elección del presidente regional. La votación es por lista cerrada y bloqueada. Se asigna a la lista ganadora los escaños según el método d'Hondt o la mitad más uno, lo que más le favorezca.

## Composición del Consejo Regional de San Martín
La siguiente tabla muestra la composición del Consejo Regional de San Martín antes de las elecciones.
| Partidos | Partidos                                | Consejeros |
| -------- | --------------------------------------- | ---------- |
|          | Partido Aprista Peruano                 | 6          |
|          | Movimiento Independiente Nueva Amazonía | 1          |
|          | Perú Posible                            | 1          |
|          | Unidad Nacional                         | 1          |
|          | Acción Popular                          | 1          |

## Partidos y candidatos
A continuación se muestra una lista de los principales partidos y alianzas electorales que participaron en las elecciones:
| Candidatura | Candidatura | Partidos y alianzas                                | Candidatos | Candidatos               | Ideología                                        | Resultado previo | Resultado previo | Ref. |
| Candidatura | Candidatura | Partidos y alianzas                                | Candidatos | Candidatos               | Ideología                                        | Votos (%)        | Con.             | Ref. |
| ----------- | ----------- | -------------------------------------------------- | ---------- | ------------------------ | ------------------------------------------------ | ---------------- | ---------------- | ---- |
|             | APRA        | Lista - Partido Aprista Peruano (APRA)             |            | Julio Cárdenas Sánchez   | Aprismo                                          | 22.84%           | 6                |      |
|             | NA          | Lista - Nueva Amazonía (NA)                        |            | César Villanueva Arévalo | Regionalismo sanmartinense                       | 20.78%           | 1                |      |
|             | IDEAS       | Lista - Movimiento Político Regional IDEAS (IDEAS) |            | Carlo Pasquel Cárdenas   | Regionalismo sanmartinense                       | 9.80%            | 0                |      |
|             | UPP         | Lista - Unión por el Perú (UPP)                    |            | Max Ramírez García       | Nacionalismo de izquierda Socialdemocracia       | Nuevo            | Nuevo            |      |
|             | PNP         | Lista - Partido Nacionalista Peruano (PNP)         |            | Luis Noriega Figueroa    | Socialismo democrático Nacionalismo de izquierda | Nuevo            | Nuevo            |      |
|             | AR          | Lista - Acción Regional (AR)                       |            | Oriel Díaz Díaz          | Regionalismo sanmartinense                       | Nuevo            | Nuevo            |      |

## Resultados

### Sumario general
| |                                             |              |              |              |            |            |  |  |
| Partidos y coaliciones | Partidos y coaliciones                      | Voto popular | Voto popular | Voto popular | Consejeros | Consejeros |  |  |
| Partidos y coaliciones | Partidos y coaliciones                      | Votos        | %            | ±pp          | Total      | +/−        |  |  |
| | Nueva Amazonía (NA)1                        | 127,154      | 44.48        | +23.70       | 6          | +5         |  |  |
| | Partido Aprista Peruano (APRA)              | 64,944       | 22.72        | –0.12        | 2          | –4         |  |  |
| | Movimiento Político Regional IDEAS (IDEAS)2 | 43,253       | 15.13        | +5.33        | 1          | +1         |  |  |
| | Partido Nacionalista Peruano (PNP)          | 22,279       | 7.79         | Nuevo        | 1          | +1         |  |  |
| | Acción Regional (AR)                        | 16,662       | 5.83         | Nuevo        | 0          | ±0         |  |  |
| | Unión por el Perú (UPP)                     | 11,578       | 4.05         | Nuevo        | 0          | ±0         |  |  |
| |                                             |              |              |              |            |            |  |  |
| Total | Total                                       | 285,870      |              |              | 10         | ±0         |  |  |
| |                                             |              |              |              |            |            |  |  |
| Votos válidos | Votos válidos                               | 285,870      | 88.50        | +0.96        |            |            |  |  |
| Votos en blanco | Votos en blanco                             | 12,677       | 3.92         | –1.15        |            |            |  |  |
| Votos nulos | Votos nulos                                 | 24,473       | 7.58         | +0.19        |            |            |  |  |
| Votos emitidos | Votos emitidos                              | 323,020      | 85.62        | +4.66        |            |            |  |  |
| Abstenciones | Abstenciones                                | 54,231       | 14.38        | –4.66        |            |            |  |  |
| Votantes registrados | Votantes registrados                        | 377,251      |              |              |            |            |  |  |
| |                                             |              |              |              |            |            |  |  |
| Fuente: |                                             |              |              |              |            |            |  |  |
| Notas al pie: 1 Comparado con los resultados de Movimiento Independiente Nueva Amazonía (NA) en las elecciones de 2002. 2 Comparado con los resultados de Movimiento Independiente IDEAS (IDEAS) en las elecciones de 2002. |                                             |              |              |              |            |            |  |  |
| Notas al pie: |                                             |              |              |              |            |            |  |  |
| 1 Comparado con los resultados de Movimiento Independiente Nueva Amazonía (NA) en las elecciones de 2002. 2 Comparado con los resultados de Movimiento Independiente IDEAS (IDEAS) en las elecciones de 2002.               |                                             |              |              |              |            |            |  |  |

### Autoridades electas
| Cargo                                 | Autoridad electa | Autoridad electa           | Partido político | Partido político                   |
| ------------------------------------- | ---------------- | -------------------------- | ---------------- | ---------------------------------- |
| Presidente Regional de San Martín     |                  | César Villanueva Arévalo   |                  | Nueva Amazonía                     |
| Vicepresidente Regional de San Martín |                  | Javier Ocampo Ruiz         |                  | Nueva Amazonía                     |
| Consejero Regional de San Martín      |                  | Pedro Vargas Rojas         |                  | Nueva Amazonía                     |
| Consejero Regional de San Martín      |                  | Marden Rodríguez Meléndez  |                  | Nueva Amazonía                     |
| Consejero Regional de San Martín      |                  | Walter Rojas Salazar       |                  | Nueva Amazonía                     |
| Consejero Regional de San Martín      |                  | Wilian Ríos Trigozo        |                  | Nueva Amazonía                     |
| Consejera Regional de San Martín      |                  | Elsa Cahaza Peas           |                  | Nueva Amazonía                     |
| Consejero Regional de San Martín      |                  | Dertiano Ríos Ruiz         |                  | Nueva Amazonía                     |
| Consejero Regional de San Martín      |                  | Alejandro Plasencia Culqui |                  | Partido Aprista Peruano            |
| Consejero Regional de San Martín      |                  | Alfredo Ríos Guzmán        |                  | Partido Aprista Peruano            |
| Consejero Regional de San Martín      |                  | Wilmer Delgado Monteza     |                  | Movimiento Político Regional IDEAS |
| Consejera Regional de San Martín      |                  | Esmilda Tuanama Tuanama    |                  | Partido Nacionalista Peruano       |